# Diaptomus clavipes
Diaptomus clavipes är en kräftdjursart som beskrevs av Hermann Schacht. Diaptomus clavipes ingår i släktet Diaptomus och familjen Diaptomidae. Inga underarter finns listade i Catalogue of Life.